# 伊丽莎白·凯尔
伊丽莎白·凯尔（英語：Elizabeth Kell，1983年7月9日—），澳大利亚女子赛艇运动员。她曾代表澳大利亚参加世界赛艇锦标赛，获得一枚金牌。她也曾参加2008年夏季奥林匹克运动会。